# Tara Reid
Tara Donna Reid (Wyckoff, New Jersey, 8 november 1975) is een Amerikaans actrice en fotomodel onder andere bekend van de films American Pie (1999) en Dr. T & the Women (2000). Ook speelde ze de hoofdrol in de toevoeging van het computerspel Alone in the Dark. Ze is gedeeltelijk van Ierse, Engelse, Hongaarse, Franse en Italiaanse afkomst.

## Levensloop
Al op jonge leeftijd begon Reid met acteren, op haar zesde maakte ze haar acteerdebuut in de Amerikaanse tv-spelprogramma Child's Play. Vervolgens was ze als kind in diverse reclamespotjes te zien, waaronder voor de fastfoodketen McDonald's. Ze groeide op in New York en volgde een opleiding aan de Professional Children's School, waar ze samen met onder anderen Ben Taylor, Jerry O'Connell, Sarah Michelle Gellar en Macaulay Culkin de kneepjes van het vak leerde.
Eind jaren 90 verscheen Reid meerdere malen op de omslag van diverse tijdschriften. In die tijd kreeg ze dankzij haar extraverte levensstijl ook het stempel opgedrukt van feestbeest. Het blad In Touch riep haar zelfs uit tot "Top Party Animal". Haar definitieve doorbraak als actrice volgde in 1999 toen ze een kleine rol had in de film American Pie. Voordien was ze al bij een klein groepje fans van de cultfilm The Big Lebowski bekend door haar vertolking van het personage Bunny Lebowski. Reid heeft een relatie met MTV-presentator en diskjockey Carson Daly achter de rug; de twee hadden huwelijksplannen.

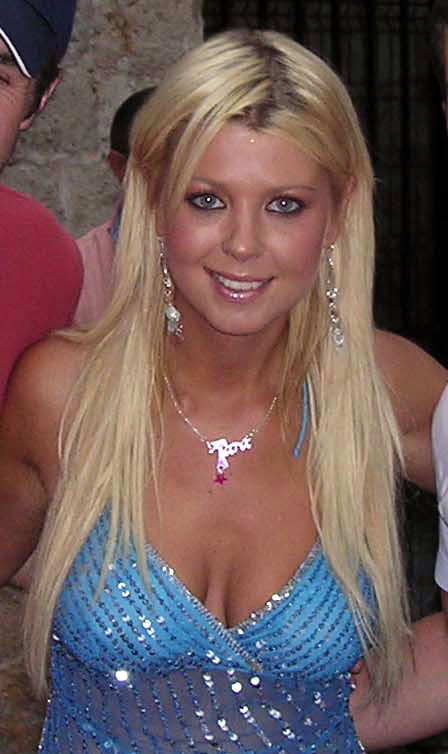
Tara Reid (2005)

In de nacht van 4 december 2004 ontstond er een schandaal tijdens het 35e verjaardagsfeest van P. Diddy, dat plaatsvond in restaurant Cipriani in New York. Het bandje van haar jurk viel van haar schouder, waarna haar ontblote linkerborst voor eenieder daar aanwezig duidelijk te zien was. Er was een litteken te zien rondom haar tepel, waarna er alom werd gespeculeerd dat Reid haar borsten zou hebben laten vergroten. In augustus 2005 gaf ze uiteindelijk toe dat de borsten inderdaad waren vergroot.
Een maand later, in september 2005, kreeg ze haar eerste televisieprogramma op E! Network getiteld Taradise, maar dit programma werd na een maand alweer van de buis gehaald.

## Filmografie
- A Return to Salem's Lot (1987) - Amanda
- The Big Lebowski (1998) - Bunny Lebowski
- Girl (1998) - Cybil
- I Woke Up Early the Day I Died (1998) - Prom Queen / Nightclub Bartender
- Urban Legend (1998) - Sasha Thomas
- Around the Fire (1999) - Jennifer
- Cruel Intentions (1999) - Marci Greenbaum
- American Pie (1999) - Victoria 'Vicky' Lathum
- Body Shots (1999) - Sara Olswang
- Dr. T & the Women (2000) - Connie
- American Pie 2 (2001) - Victoria 'Vicky' Lathum
- Josie and the Pussycats (2001) - Melody Valentine
- Just Visiting (2001) - Angelique
- National Lampoon's Van Wilder (2002) - Gwen Pearson
- Devil's Pond (2003) - Julianne
- My Boss's Daughter (2003) - Lisa Taylor
- Knots (2004) - Emily
- Alone in the Dark (2005) - Aline Cedrac
- The Crow: Wicked Prayer (2005) - Lola Bryne
- Silent Partner (2005) - Dina
- Incubus (2006) - Jay
- If I Had Known I Was a Genius (2007) - Stephanie
- 7-10 Split (2007) - Lindsay / Lil Reno
- Senior Skip Day (2008) - Ellen Harris
- Vipers (2008) - Nicky Swift
- Clean Break (2008) - Julia McKay
- The Fields (2011) - Bonnie
- American Pie: Reunion (2012) Victoria 'Vicky' Lathum
- Sharknado (2013) - April Wexler
- The Hungover Games (2014) - Effing White
- Charlie's Farm (2014) - Natasha
- Sharknado 2: The Second One (2014) - April Wexler
- Sharknado 3: Oh Hell No! (2015) - April Wexler
- Sharknado: The 4th Awakens (2016) - April Wexler
- Tie the Knot (2017) - Beatrice
- Worthless (2017) - Talia Medici
- Due Justice (2017) - Dallas
- Party Bus to Hell (2017) - Darby
- Sharknado 5: Global Swarming (2017) - April Wexler
- A Royal Christmas Ball (2017) - Allison
- The Last Sharknado: It's About Time (2018) - April Wexler
- The Wrong Cheerleader Coach (2020) - Coach Hughes

- Bibliothèque nationale de France: cb14219690w (data)
- Gemeinsame Normdatei: 131394665
- International Standard Name Identifier: 0000 0001 1491 9884
- Library of Congress Control Number: no00036332
- MusicBrainz: 6bd32a62-bcd3-4735-8dac-750893546c2b
- Nationale Bibliotheek van Tsjechië: pna2006322542
- Nationale Bibliotheek van Israël: 987007444203005171
- Nationale Bibliotheek van Polen: a0000001833826
- Nederlandse Thesaurus van Auteursnamen: 25575826X
- Virtual International Authority File: 54358678
- WorldCat: E39PBJt8dtqrFCQXT4M6TmQ8YP